# Takaishi, Ōsaka
Takaishi (tiếng Nhật: 高石市, Tha-khai-xi) là một thành phố thuộc tỉnh Ōsaka, Nhật Bản.